# Hamish Haynes
Pour les articles homonymes, voir Haynes.
Hamish Robert Haynes (né le 5 mars 1974 à Stalybridge) est un coureur cycliste britannique. Il a notamment été champion de Grande-Bretagne sur route en 2006.

## Palmarès et résultats

### Palmarès par année
- 2003
  - 5e étape de l'Arden Challenge
  - Coupe Marcel Indekeu
  - 3e du Grote Prijs Dr. Eugeen Roggeman
- 2004
  - Grand Prix Criquielion
  - Grand Prix du Haut-Escaut
  - 2e du Grand Prix de la ville de Vilvorde
  - 2e de l'Arden Challenge
- 2005
  - Grand Prix du 1er mai
  - Puivelde Koerse
  - 2e étape du Tour de Hongrie
  - 2e du De Drie Zustersteden
  - 2e du Grand Prix Marcel Kint
  - 3e de la Coupe Marcel Indekeu
  - 3e du Grand Prix Raf Jonckheere
- 2006
  -  Champion de Grande-Bretagne sur route
  - GP Lanssens
  - 3e de l'Oost-Vlaamse Sluitingsprijs
- 2007
  - Mémorial Thijssen
  - 2e de l'Omloop van de Gouden Garnaal
  - 2e du Mémorial Fred De Bruyne
  - 3e du championnat de Grande-Bretagne sur route
- 2008
  - Internatie Reningelst
  - 2e du Mémorial Danny Jonckheere
  - 3e de la Heusden Koers
  - 3e de la Flèche hesbignonne-Cras Avernas
- 2009
  - 3e du Grand Prix Etienne De Wilde
- 2010
  - Grote Prijs Nieuwkerken-Waas
  - 2e du Tour of the North

### Classements mondiaux
| Année           | 2005 | 2006 | 2007 |
| --------------- | ---- | ---- | ---- |
| UCI Europe Tour | 198e | 331e | 712e |